# Chianni
Chianni é uma comuna italiana da região da Toscana, província de Pisa, com cerca de 1.563 habitantes. Estende-se por uma área de 62 km², tendo uma densidade populacional de 25 hab/km². Faz fronteira com Casciana Terme, Castellina Marittima, Lajatico, Riparbella, Santa Luce, Terricciola.

## Demografia
| Variação demográfica do município entre 1861 e 2011                               |
|                                                                                   |
| Fonte: Istituto Nazionale di Statistica (ISTAT) - Elaboração gráfica da Wikipedia |